# Trasporti e infrastrutture ad Ariccia

## Strade
Strade statali
L'unica strada statale che attraversa il territorio ariccino è la strada statale 7 via Appia Nuova.
La via Appia Antica fu costruita a partire dal 312 a.C. al fine di collegare il più rapidamente possibile Roma a Capua, e prolungata successivamente fino a Benevento e poi a Brindisi. Presso Aricia si trovava la prima mansio o "stazione di sosta" per chi proveniva da Roma e l'ultima per chi vi si recava: ciò diede grande importanza alla località. Tuttavia dopo l'impaludamento dell'Appia nel tratto pontino (gli ultimi interventi di bonifica furono eseguiti nel VI secolo da Teodorico il Grande) Ariccia perse progressivamente importanza e rimase in uno stato di isolamento: ancora nel Cinquecento si arrivava al paese attraverso due scomode e tortuose vie: una di esse, che conduceva a porta Romana da sud, venne abbandonata in seguito alla chiusura della porta stessa, decretata per ragioni di sicurezza durante la guerra di Castro (1641-1649), mentre l'altra, che conduceva a porta Napoletana, venne ampliata dai Chigi subito dopo il loro acquisto del feudo nel 1661.
Nel 1667 il cardinale Flavio Chigi fece aprire una nuova strada, che collegava Albano Laziale a Genzano di Roma costeggiando il parco Chigi; nel 1763 papa Clemente XIII ordinò che le comunità confinanti finanziassero la bonifica del tracciato della via Appia Antica tra Albano e Genzano, attraverso Vallericcia. Con la riapertura dell'Appia fino a Terracina promossa da papa Pio VI tra il 1777 ed il 1780 per arrivare da Albano a Genzano fu aperta una strada che costeggiava tutto il cratere di Vallericcia, onde evitare i dislivelli in entrata ed in uscita: solo sotto il pontificato di papa Gregorio XVI vennero costruiti i ponti di San Rocco e di Galloro e si posero le fondamenta del monumentale ponte di Ariccia (1847-1854), che ha rotto l'isolamento del centro storico.
Strade regionali
Il territorio ariccino presso la frazione di Fontana di Papa è attraversato dalla strada statale 207 via Nettunense, dal 2001 devoluta dall'ANAS alla Regione Lazio.

## Ferrovie

### Linee ferroviarie regionali extra-urbane

#### Ferrovia Roma-Velletri
Inaugurata da papa Pio IX nel 1863, è stata la terza linea ferroviaria dello Stato Pontificio, e fino al 1892 proseguiva verso Valmontone e Napoli. Lunga 41.01 chilometri, attraversa il comune di Ariccia e con la stazione di Cancelliera, le permette un collegamento ferroviario diretto con Roma Termini.

### Linee tramviarie extra-urbane
Le Tramvie dei Castelli Romani, costruite tra il 1906 ed il 1916 dalla Società delle Tramvie e Ferrovie Elettriche di Roma (STEFER), sono state la prima linea tranviaria del Lazio e una delle più efficienti reti regionali. Nel 1906 venne inaugurata la tratta Roma-Grottaferrata-Frascati, integrata nel mese di aprile dalla Grottaferrata-Marino-Castel Gandolfo-Albano Laziale-Ariccia-Genzano di Roma e nell'ottobre dalla tratta Grottaferrata-Valle Oscura con la funicolare per Rocca di Papa. Nel 1912 venne aperta la tratta Roma-Albano Laziale e nel 1913 la Genzano di Roma-Velletri, e infine nel 1916 la Genzano di Roma-Lanuvio. A partire dal 1944 iniziò la chiusura delle varie tratte, fino a che il 3 gennaio 1965 non venne chiusa anche la Roma-Albano Laziale-Ariccia-Genzano di Roma.

### Metropolitane leggere
La costruzione di una metropolitana, anche leggera, nell'area dei Castelli Romani è un progetto su cui molte proposte sono state fatte e sul quale si discute molto: si era anche ipotizzato un tracciato che congiungesse Genzano di Roma a Tor Vergata, via Ariccia, Albano Laziale, Marino e Frascati.

## Mobilità urbana
Il collegamento pubblico su gomma extra-comunale è garantito dalla COTRAL, l'azienda regionalizzata di trasporto pubblico, con frequenti corse sulla "direttrice Appia" che collega Roma a Velletri, Cori e Latina e corse meno frequenti sulle direttrici "intercastellare" e Nettunense.
Il trasporto pubblico intercomunale su gomma è garantito dalle corse dalle autolinee AGO, gestite dal gruppo Onorati. Sono attive sei linee:
- Linea A2 (scolastica invernale):[7] Via Antonietta Chigi - Piazza di Corte - Via Antonietta Chigi - Piazza Alcide de Gasperi (Liceo classico statale sperimentale James Joyce) - Piazza di Galloro (Santuario di Santa Maria di Galloro) - Piazza di Corte - Via Antonietta Chigi.
- Linea A3 (scolastica invernale):[8] Via Antonietta Chigi - Piazza di Corte - Via Antonietta Chigi - Piazza Alcide de Gasperi (Liceo classico statale sperimentale James Joyce) - Piazza di Galloro (Santuario di Santa Maria di Galloro) - Piazza di Corte - Corso Giuseppe Garibaldi - Via Flora - Via Antonietta Chigi.
- Linea AB:[9] Piazza di Corte - Via delle Cerquette - Via del Bosco Antico - Via Appia Nuova - Piazza di Corte - Piazza Antonio Gramsci (Albano Laziale) - Via Nettunense - Via di Cancelliera (Ferrovia Roma-Velletri) - Via di Cancelliera - Via Nettunense - Piazza Antonio Gramsci (Albano Laziale) - Piazza di Corte - Via Appia Nuova - Via del Bosco Antico - Via delle Cerquette - Piazza di Corte.
- Linea C:[10] Via Colli San Paolo - Via Nettunense - Vallericcia - Piazza Antonio Gramsci (Albano Laziale) - Piazza di Corte - Via Antonietta Chigi - Monte Gentile - Via delle Cerquette - Piazza di Corte - Piazza Antonio Gramsci (Albano Laziale) - Vallericcia - Via Nettunense - Via Colli San Paolo.
- Linea D (scolastica invernale):[11] Via Antonietta Chigi - Piazza di Corte - Vallericcia - Piazza di Corte - Via Antonietta Chigi.
- Linea E (scolastica invernale):[12] Via Ginestreto - Via Nettunense - Via Montegiove (Genzano di Roma) - Fontana di Papa - Via Nettunense - Via Ginestreto.
- Navetta: Albano - Ariccia - Genzano